# ファイナルファイト2
『ファイナルファイト2』（Final Fight 2）は、1993年5月22日にカプコンから発売されたスーパーファミコン用ベルトスクロールアクションゲーム。アメリカでは同年8月15日、ヨーロッパでは同年12月に発売。

## 概要
『ファイナルファイト』シリーズの2作目（スーパーファミコン版では3作目）。初代『ファイナルファイト』（1989年）はアーケードゲームだったが、本作以降のベルトスクロールアクションゲーム形式の『ファイナルファイト』シリーズはコンシューマーゲームとして販売された。使用できるキャラクターは、本作の主人公であるマキ、前作から続投のハガー、そして義侠心から助太刀を買って出たカルロスの合計3人。
前作でマッド・ギアは壊滅したが、マッド・ギアの残党がハガーたちへの復讐としてガイの婚約者であるレナとガイの師匠である源柳斎を誘拐し、その2人をハガーたち3人が救い出すというストーリー。
本作のセールスポイントとして、スーパーファミコン版の前2作では不可能だった2人同時プレイが可能な点が挙げられ、発売時の広告やTVCMでもキャッチコピーは「おまえ一人では、行かせない。」とその点が最も強調されていた。
アーケード版の前作と比べるとグラフィックや操作性はやや大味なものの、スーパーファミコン版の前2作よりは格段に進歩している。全体的に敵へ与えられるダメージは前2作より少なめだが、逆に敵から受けるダメージも少なくなっている。コンティニューの際もステージの途中（ステージごとにある復活ポイント）からプレイ再開可能（前2作はコンティニューの際、ステージの最初に戻される）になったため、前2作よりも遊びやすくなっている。また、隠しコマンドにより、同キャラクター2人同時プレイが可能となる。ゲームオーバーになっても、コンティニューは2人同時プレイを含めて6回まで可能。
本作は前2作と同様にプレイヤーキャラクターを含めて画面内に同時に存在できるキャラクターの数は5体までであり、木箱やドラムカンなどもキャラクターの1体として換算される。
本作は『ファイナルファイト・ガイ』と同様に難易度が4段階あり、その難易度ごとにエンディングやスタッフロールの内容が変わる。最高難易度のエキスパートでプレイすると完全なエンディングとスタッフロールを見ることが可能。
2014年8月27日からWii Uのバーチャルコンソールで、2016年11月21日からNewニンテンドー3DSで配信が開始された。

## ゲーム内容
プレイヤーの操作方法やアイテムの使い方に関してはファイナルファイト#システムを参照。また、前作と同様に「パンチはめ」も可能。

### アイテム
前作同様、ラウンド中の障害物を破壊すると出現する。また、柱などの背景に隠されているものもある。
回復アイテム
バイタリティが満タンの時は得点が入る。
- ほぼ100%回復（10000点）- 原始肉
- 約50%回復（5000点）- 天丼、肉まん、ロブスター
- 約25%回復（3000点）- パン、ドーナツ、ほうれん草の缶詰
- 約10%回復（1000点）- コーラ、牛乳、チョコレート、カップコーヒー

得点アイテム
プレイヤーの残り人数は最初は10万点、以後20万点ごとに1人増える。
- 10000点 - ダイヤモンド、金の延べ棒
- 5000点 - ドル袋、トロフィー
- 3000点 - ラジカセ、蚊取り線香の置物
- 1000点 - 靴、レンチ、腕時計

武器アイテム
- ナイフ - 前作と同じく飛び道具だが、威力は前作より低い。
- トンファー - 攻撃力が高い。前作の日本刀に比べるとリーチが短い。
- 角材 - リーチが長い。前作の鉄パイプと同じ扱いの武器。

特殊アイテム
- ガイ人形 - 残り人数が1人増える。『ファイナルファイト・ガイ』ではプレイヤー毎にデザインが違ったが、今作ではガイの姿に固定されている。
- 源柳斎人形 - 一定時間無敵となる。『ファイナルファイト・ガイ』のジェシカ人形に相当する。

## 設定

### ストーリー
マッド・ギアを壊滅し、平和を取り戻したメトロシティであったが、マッド・ギアの残党が「世界征服計画」の声明を出したことから、市長マイク・ハガーは不安に陥っていた。
そんなある日、市長の元にガイの師匠「源柳斉」の娘であるマキから電話が掛かる。内容は、マッド・ギアにより源柳斉本人と長女のレナが拉致されたとのことであった。
ガイは修行の旅に出ており不在のため、ハガーは居候であるカルロス・宮本を引き連れて、マキと会うために2人が拉致されている香港へと飛び立った。

### ステージ構成
- ラウンド1 - 香港（正午）

街→地下→港（ボス）と進む。街の背景の屋台で春麗がラーメンを食べている。
- ラウンド2 - フランス（午後5時）

カフェの前→高速道路→空港の通路→空港の格納庫前（ボス）と進む。
- ボーナスステージ1 - フランス

車破壊。壊すポイントは前作と同じ。このステージにはトンファーと角材が置いてある。
- ラウンド3 - オランダ（午後4時）

カラスがいる荒地→廃屋1F→廃屋2F→廃屋の前の荒地→下水道跡（ボス）と進む。このステージの序盤では地雷がある。
- ラウンド4 - イギリス（午後8時）

貨物列車の近くの線路前→貨物列車の屋根→貨物車の数車両手前（ボス）と進む。
- ボーナスステージ2 - イギリス

ドラム缶破壊。ドラム缶から炎が噴出するので、当たらないようタイミング良く破壊する。
- ラウンド5 - イタリア（正午）

水辺→観光船→エレベーター→ビル屋上（ボス）を進む。エレベーター面は前作の工業地帯ステージとほぼ同じ展開になる。
- ラウンド6 - 日本（午後11時30分）

烈の屋敷前→庭→屋敷1F→屋敷2F→烈の部屋（ボス）と進む。このステージの序盤も地雷がある。

## キャラクター

### 使用キャラクター
源柳斎真紀（げんりゅうさい マキ、Maki Genryusai）
本作の主人公。源柳斎の次女で、麗奈（レナ）の妹。なお「源柳斎」の表記はゲーム中のもので、説明書では「源柳斉」と表記が異なっている。
前作のガイと似たような性能で、三角跳びが可能。動きは素早いが攻撃力が3人の中では最も低く、パンチのリーチも短い。
得意武器はトンファーで、他の2人よりも素早く振れる。
後に漫画『さくらがんばる!』、そして『CAPCOM VS. SNK 2』『ストリートファイターZERO3↑↑』に登場。
マイク・ハガー（Mike Haggar）
前作から唯一続投したプレイヤーキャラクター。本作では得意武器が角材になっている。
パンチ、飛び蹴り、投げ技の威力が他の2人よりやや高い。動きは他の2人と比べてやや遅い程度だが、パンチや飛び蹴りのリーチが3人の中で最も長い。
つかみ技の頭突きが非常に強力。また前作のパイルドライバーはスクリューパイルドライバーに変更。
カルロス宮本（カルロスみやもと、Carlos Miyamoto）
南米から来た謎の日系人。ハガーのもとで居候をしており、今回の事件でハガーと共に参戦する。
パンチや投げの性能はマキと大差はないが、投げ技の後に若干の隙があるのが欠点。動きは3人の中では中間レベル。長身ゆえに攻撃を喰らいやすいが、パンチなどのリーチが長い。
前作のコーディーのようにナイフを手持ち武器として使うことが可能。

### 新生マッド・ギア
マッド・ギアの残党が集まって生まれた組織。本拠地は日本で、香港とヨーロッパに支部がある。
敵の体力（ライフゲージ）は色で区別されており、黄色→黄緑→淡い黄緑→エメラルドグリーン→水色→青緑→灰色→ピンク→白の順となっており、右の色に行くほど量が多くなる。

#### 雑魚キャラクター
ミック（MIC）、マーク（MARK）
タンクトップと吊りズボンを着用している雑魚。
ミックはサングラスをかけた丸刈り頭で青いズボン。性格は自信家。
マークはリーゼントヘアで黄色いズボン。男好きな性格。
最も弱い雑魚キャラクターで、攻撃はパンチとキックのみ。キックのほうが威力が高い。
ショット（SCHOT）、ジャック（JACK）
破れたタンクトップを着ている雑魚。
ショットはモヒカン頭で、オレンジのタンクトップ。頭を触られることを嫌う。バンド経験あり。
ジャックは帽子とサングラスを着用し、緑のタンクトップ。帽子はハゲを隠すために被っている。
攻撃パターンはパンチの代わりにアッパーカットを使う以外はミックやマークとほぼ同じ。
ブル（BULL）、エリージョー（ELIJAH）
上半身裸にサスペンダーの雑魚。
ブルはモヒカン頭かつ髭面で灰色のズボン。捨て犬を見ると拾ってしまう優しい性格。
エリージョーは長髪で赤いズボン。サラサラヘアーが自慢。母親想い。
攻撃パターンはミックやマークとほぼ同じ。
エリアス（ELIAS）、エリオット（ELIOT）
警棒を持ってベストを着用した長身の男。
エリアスはサングラスと帽子を着用している。帽子とベストは紫。星占いが得意。カラオケには週数回ほどのペースで行く。
エリオットはバンダナをつけ、髭を生やしている。バンダナとベストは黒。密売品倉庫の鍵役。泣き上戸。
主な攻撃方法は警棒と蹴りで、プレイヤーが後ろを向いていると近づいてくる。
ジョー（JOE）
エリオットの色違いで、赤ずくめの格好で色黒の肌。
火炎瓶を投げて逃げる。他の雑魚キャラクターに比べると極端に体力が低い。
エリック（ELICK）
電流を放つ金具がついた発電機を所持する小柄な体格の肥満男。密かにエアロビに通っている。
体当たりはパンチで止められず避けにくい。突進してからの感電攻撃も強力。
アトラス（ATLAS）、ジョニー（JONY）
筋骨隆々で体に傷のある大男。
アトラスはオールバックで青いズボン。抱きつく癖がある。酒と女が好き。
ジョニーはスキンヘッドでベージュ色のズボン。頭に血が上りやすい。
プレイヤーのパンチ攻撃をガードできる。つかみ技の鯖折りは強力。通常攻撃は張り手→双手突きのコンボ。
マリー（MARY）、エリザ（ELIZA）
両手にナイフを持ったスレンダーな女性。体重はともに「4?kg」と表記され伏せられている。動きは速いが、体力と防御力は低い。
緑のホットパンツを着た銀髪がマリー。毎朝ジョギングをしている。ゴキブリが苦手。
青のホットパンツを着た茶髪がエリザ。飽きっぽい性格。現在恋人募集中。
ナイフで切りつける攻撃はするが、ナイフ投げはしない。攻撃を喰らってもナイフを落とさない。大ジャンプからの踏みつけ攻撃を使う。
前作のポイズンやロキシーと同様に、マリーとエリザは日本国外版では男性キャラクターであるレオン（LEON）とロバート（ROBERT）に差し替えられている（オレンジ色の服の色黒がレオンで、青紫の服の色白がロバート）。
後に『ストリートファイターV』公式サイトの「シャドルー格闘家研究所」の「キャラ図鑑」でマリーとエリザの設定が公開された際に、マリーとレオンは仲の良い兄妹、エリザとロバートは双子の姉弟と新たに設定された。
アンドレJr.（ANDORE Jr.）、アンドレ（ANDORE）、G.アンドレ（G.ANDORE）
前作にも登場した大男。ただし、F.アンドレとU.アンドレは出ない。攻撃パターンは前作と同じだが、威力は低くなっている。
青のオーバーオールがアンドレJr.、赤のオーバーオールがアンドレ、白のオーバーオールがG.アンドレとなっている。今作のG.アンドレは通常の雑魚として登場する。
攻撃方法はブレストアタックが中心。ゲーム中で最も積極的に攻撃を仕掛けてくる。体力と防御力が高いので倒すまでに時間がかかる。

#### ボスキャラクター
ウォンウォン（王々、WON WON）
ラウンド1のボス。辮髪の大男。香港の暴力団からも一目置かれている。画面右端の積荷の上から飛び降りて現れる。ボディブローと手に持った包丁（日本国外版では持っていない）による攻撃に加えて、いきなり画面外からエルボードロップを食らわせてくる。
フレディ（FREDDIE）
ラウンド2（フランス）のボス。アメリカ海兵隊崩れの迷彩ズボンを履いた巨漢。空港の格納庫のシャッターの奥から現れる。倒れた後は必ずプレイヤーに向かって突進してくる。飛び膝蹴り以外の攻撃パターンはアンドレとほぼ同じ。突進の威力は非常に高い。
ブラッケン（BRATKEN）
ラウンド3（オランダ）のボス。怪力自慢の巨漢。非常に凶暴だが、マザコンの一面があり、伝書鳩をペットにしている。牢屋を蹴破って現れる。攻撃力がとても高い。画面外からの跳び蹴りやダッシュストレートが得意技で、プレイヤーを後方へ投げ飛ばすこともある。
フィリップ（PHILIPPE）
ラウンド4（イギリス）のボス。ピエロのような風貌をしている。表向きは世界中を旅するサーカス団の団長だが、裏では違法商品の密売をしている。手にしたステッキで貨物車の壁を割って現れる。素早く動き回り、ステッキでプレイヤーを連続して殴ったり柄で小突く他、スライディングで攻撃してくる。ただし、他のステージのボスに比べると耐久力は低い。
ロレント（ROLENT）
ラウンド5（イタリア）のボス。SFC版では本作が初登場。また本作のみ名前の英語表記が "ROLENT" となっている。前作と同様に残像を見せながら常に素早く走り回る。棒で突く、回転しながら飛び蹴り、三角飛び蹴り、背負い投げなど多彩な攻撃をする。ライフ量が極端に少なくなると前作と同様にプレイヤー目掛けて手榴弾をばらまいてくる。
烈（れつ、RETU）
新生マッド・ギアのボス。歌舞伎役者のような風貌をしている大男。身軽に移動して、パンチや回転蹴りを繰り出す。倒れた後に近づくと必ず垂直回転蹴りを仕掛けてくる。ライフ量が極端に少なくなると画面右端にとどまり、プレイヤーの投げ技やつかみ技が通用しなくなる。プレイヤーが烈にとどめを刺すと屋敷の襖を突き破って超高速で上空にぶっ飛んでしまう。

## 他機種版
| No. | タイトル            | 発売日                          | 対応機種           | 開発元   | 発売元   | メディア                                    | 型式 | 売上本数 | 備考 |
| --- | ------------------- | ------------------------------- | ------------------ | -------- | -------- | ------------------------------------------- | ---- | -------- | ---- |
| 1   | ファイナルファイト2 | 1997年12月1日                   | スーパーファミコン | カプコン | カプコン | フラッシュロムカセット (ニンテンドウパワー) | -    | -        |      |
| 2   | Final Fight2        | 2009年10月9日 2009年10月12日    | Wii                | カプコン | カプコン | ダウンロード (バーチャルコンソール)         | -    | -        |      |
| 3   | ファイナルファイト2 | INT 2013年10月3日 2014年8月27日 | Wii U              | カプコン | カプコン | ダウンロード (バーチャルコンソール)         | -    | -        |      |
| 4   | ファイナルファイト2 | 2016年11月21日                  | Newニンテンドー3DS | カプコン | カプコン | ダウンロード (バーチャルコンソール)         | -    | -        |      |

## スタッフ
- プランナー：HYPER MICKY（三並達也）、HYPER BENGIE、MIZUSIMA-YA
- アクター・デザイン：HAJIME-CHAN、NABE-CHAN（たなべまゆみ）、MIGHTY HAMA（濱貴詞）、UKABIN（鵜飼敏）、PATRIOT（山添公雄）
- BGデザイン：RYUTARO'S MAMA（長嶋昭子）、JUN-BANY-（竹内潤）、HIDEP-、DAI、CHU-PON
- プログラム：KANEKON（金子清巳）、IMO（赤堀雅行）、MONO@MIHO、PIRO PAYA、ANS、YU-KUN
- 音楽：BUN BUN（藤田靖明）、MARI（山口真理）、YUKI（岩井由紀）、SETSUO（山本節生）、YUKO（竹原裕子）、ANIE（西村達也）
- サウンド・エフェクト：ANIE
- スペシャル・サンクス：FUJII、KAGII、TAKA-P、C-CHAN、USHI

## 評価
ゲーム誌『ファミコン通信』の「クロスレビュー」では、7・7・7・6の合計27点（満40点）、『ファミリーコンピュータMagazine』の読者投票による「ゲーム通信簿」での評価は以下の通りとなっており、23.3点（満30点）となっている。
| 項目 | キャラクタ | 音楽 | お買得度 | 操作性 | 熱中度 | オリジナリティ | 総合 |
| 得点 | 4.2        | 3.8  | 3.7      | 4.1    | 4.1    | 3.5            | 23.3 |

## 他作品とのクロスオーバー
- SNK VS. CAPCOM 激突カードファイターズ - ネオジオポケット版『2』からマキの個別カードが登場する。
- CAPCOM VS. SNK 2 MILLIONAIRE FIGHTING 2001 - マキがプレイヤーキャラクターとして登場する。
- CAPCOM FIGHTING Jam - 日本ステージにマキ、アレックスのエンディングにカルロスが登場する。